# 東京家政学院中学校・高等学校
東京家政学院中学校・高等学校（とうきょうかせいがくいんちゅがっこう・こうとうがっこう）は、東京都千代田区三番町に所在する私立中学校・高等学校。校名が似ている東京家政大学附属女子中学校・高等学校とは系列関係にない。

## 設置課程
- 全日制課程　普通科
- 高等学校より下記コースを選択
  - 特別進学コース
  - 総合進学コース

## 建学の精神
KVA精神に基づき社会で自立できる女性を育てる。
- K (knowledge)…知識
- V (virtue)…徳
- A (art)…技術

校章もKVAをモチーフにしたデザインである。

## 沿革
- 1923年 - 東京府東京市牛込区市ヶ谷富久町の自宅に前進となる家政研究所を開設
- 1939年 - 東京家政学院高等女学校として設立
- 1947年 - 学制改革により、東京家政学院中学校に改編
- 1948年 - 学制改革により、東京家政学院高等学校に改編

## 制服
- 冬服: ブレザー
- 夏服: ベスト

2014年4月より新制服を導入した

## 交通
出典 : 
| 路線名             | 最寄り駅 | 出口 | 徒歩所要時間 |
| ------------------ | -------- | ---- | ------------ |
| JR中央線           | 市ケ谷駅 |      | 8分          |
| 都営地下鉄新宿線   | 市ケ谷駅 | A3   | 8分          |
| 東京メトロ半蔵門線 | 半蔵門駅 | 5番  | 8分          |
| 東京メトロ半蔵門線 | 九段下駅 | 2番  | 10分         |

## 著名な出身者
- 菅沼三千子 - 工芸家
- 波乃久里子 - 女優
- 江夏夕子 - 元女優
- 麻実れい - 女優、元宝塚歌劇団雪組トップスター
- 小川知子 - TBSアナウンサー
- 雨宮雅子 - 歌人
- 金沢碧

## 系列校
- 東京家政学院大学
- 筑波学院大学